# Witham on the Hill
Witham on the Hill – wieś w Anglii, w hrabstwie Lincolnshire, w dystrykcie South Kesteven. Leży 56 km na południe od Lincoln i 139 km na północ od Londynu. W 2001 miejscowość liczyła 193 mieszkańców.